# Detección precoz
En medicina un programa de detección precoz es un programa epidemiológico de salud pública, de aplicación sistemática o universal, para detectar en una población determinada y asintomática, una enfermedad grave, con el objetivo de disminuir la tasa de mortalidad asociada.

## Sinónimos
- Diagnóstico precoz
- Prevención secundaria (en contraposición con la prevención primaria o promoción de la salud)
- Cribado poblacional
- Screening

## Condiciones para realizar pruebas de diagnóstico precoz
La prevención secundaria se basa en los cribados poblacionales y se deben cumplir ciertas condiciones predeterminadas definidas en 1975 por Frame y Carslon para justificar el screening de una patología:
1. Que la enfermedad represente un problema de salud importante con un marcado efecto en la calidad y duración del tiempo de vida
2. Que la enfermedad tenga una etapa inicial asintomática prolongada y se conozca su historia natural
3. Que se disponga de un tratamiento eficaz y aceptado por la población en caso de encontrar la enfermedad en estadio inicial
4. Que se disponga de una prueba de cribado rápida, segura, fácil de realizar, con alta sensibilidad y especificidad, alto valor predictivo positivo, y bien aceptada por médicos y pacientes
5. Que la prueba de cribado tenga una buena relación coste-efectividad
6. Que la detección precoz de la enfermedad y su tratamiento en el periodo asintomático disminuya la morbilidad y mortalidad global o cada una de ellas por separado

## Diagnóstico precoz en España
- En España se realiza a toda la población la detección precoz de fenilcetonuria e hipotiroidismo congénito a todos los recién nacidos, mediante el análisis gota de sangre obtenida del talón.
- La mayoría de las comunidades autónomas tienen campañas de cribado a todas las mujeres de cáncer de mama a partir de los 50 años, mediante mamografía y cáncer de cérvix a partir de los 35 años mediante citología del cuello uterino.
- El diagnóstico precoz del cáncer de próstata, mediante la determinación del Antígeno Prostático Específico (PSA) en sangre, y de cáncer colorrectal mediante la prueba de sangre oculta en heces todavía no está plenamente aceptado.